# Miota polita
Miota polita är en stekelart som först beskrevs av Thomson 1858.  Miota polita ingår i släktet Miota, och familjen hyllhornsteklar. Arten är reproducerande i Sverige.